# Bolitogyrus pulchrus
Bolitogyrus pulchrus (лат.) — вид коротконадкрылых жуков рода Bolitogyrus из подсемейства Staphylininae (Staphylinidae). Неотропика: Коста-Рика, Панама.

## Описание
Длина около 5 мм, окраска тела пёстрая, блестящая. Сходен с Bolitogyrus buphthalmus и отличается только следующим: голова и переднеспинка красновато-оранжевые с бронзовым металлическим отблеском (самка) или голова тёмная с синевато-пурпурным металлическим отблеском, переднеспинка с ярко-фиолетовым металлическим отблеском и широкими красноватыми краями (голотип); надкрылья с синевато-пурпурным или фиолетовым металлическим отблеском и с красноватым основанием; III—V сегменты брюшка красноватые, VI красноватые (самец, голотип) или красные с темным основанием (самки), VII красноватые с темной вершиной (самец, голотип) или красноватые (самка), VIII красноватые с темной вершиной (самка) или целиком темный (самец, голотип), генитальный сегмент темный; все антенномеры темно-коричневые, основание II темно-красное; ноги нечетко двухцветные: тазик светлый красновато-коричневый, остальная часть ноги полностью темно-коричневая. Антенномеры I—V усиков без плотного опушения; боковые части задних голеней без шипиков, только со щетинками; глаза сильно выпуклые и занимающие почти всю боковую поверхность головы. Обнаружены на гнилой древесине с грибами во влажных вечнозелёных лесах. Вид был впервые описан в 2014 году датским колеоптерологом Адамом Брунком (Adam J. Brunke; Biosystematics, Natural History Museum of Denmark, University of Copenhagen, Копенгаген, Дания).